# Mammillaria schumannii
Mammillaria schumannii là một loài thực vật có hoa trong họ Cactaceae. Loài này được Hildm. mô tả khoa học đầu tiên năm 1891.

## Hình ảnh

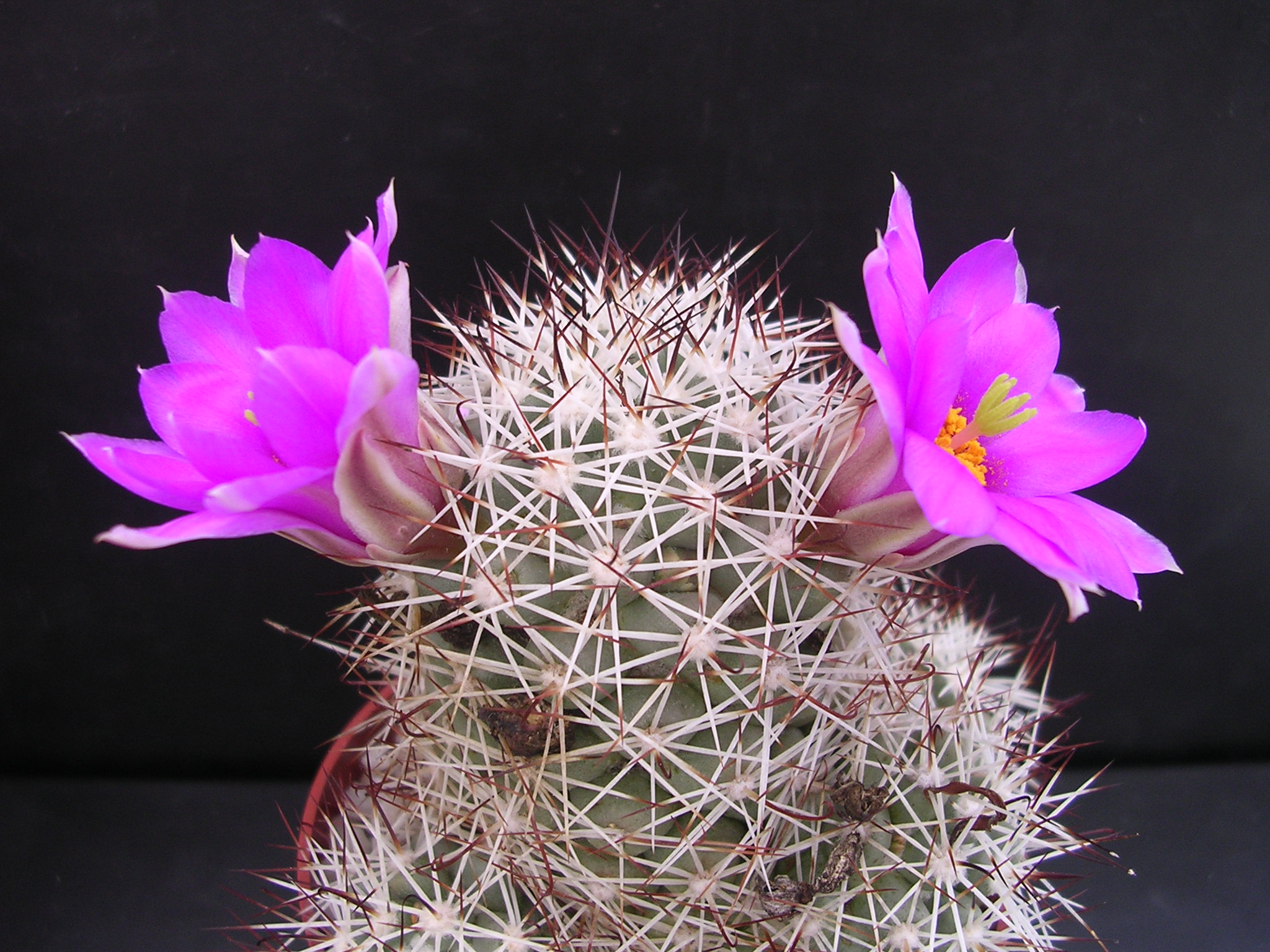